# Mezza maratona
La mezza maratona è una specialità sia maschile che femminile dell'atletica leggera. Si tratta di una gara podistica su strada sulla distanza di 21,0975 chilometri, spesso chiamata impropriamente maratonina, termine diminutivo che definisce una generica corsa di lunghezza inferiore a quella della ben più nota maratona.
Fisiologicamente la mezza maratona viene considerata gara di fondo: si tratta di una competizione molto popolare tra atleti amatoriali, in quanto si svolge su una distanza sufficientemente lunga da rappresentare un ostacolo fisico significativo senza però raggiungere le estreme difficoltà di una maratona. Non è raro che, per motivi organizzativi, le mezze maratone vengano organizzate in concomitanza delle maratone, usufruendo della stessa partenza e di un arrivo ravvicinato o di varianti al percorso.

## Record

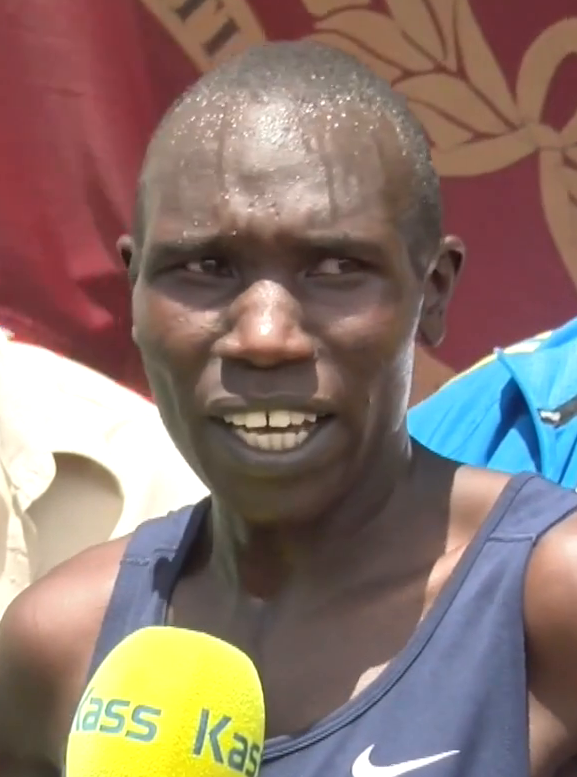
Geoffrey Kamworor, primatista mondiale di mezza maratona fino al 2020

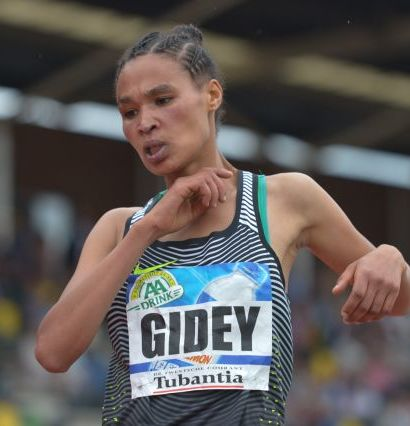
Letesenbet Gidey, detentrice del record mondiale femminile in gara mista

Il record mondiale maschile di mezza maratona è detenuto dall'ugandese Jacob Kiplimo, che il 16 febbraio 2025 a Barcellona ha coperto i 21,0975 chilometri di gara in 56'42".
Tra le donne sono previsti due record, a seconda del tipo di gara in cui sono stati ottenuti (in gara mista, ovvero una corsa in cui uomini e donne gareggiano contemporaneamente sul medesimo percorso, oppure in una gara esclusivamente femminile). In gara mista il primato è detenuto dall'etiope Letesenbet Gidey con il tempo di 1h02'52", realizzato il 24 ottobre 2021 a Valencia; quello ottenuto in una gara esclusivamente femminile appartiene alla keniota Peres Jepchirchir con il tempo di 1h05'16", stabilito il 17 ottobre 2020 a Gdynia.

### Maschili
Statistiche aggiornate al 17 febbraio 2025.
|                             | Tempo  | Atleta                    | Luogo         | Data              |
| --------------------------- | ------ | ------------------------- | ------------- | ----------------- |
| Record mondiale             | 56'42" | Jacob Kiplimo             | Barcellona    | 16 febbraio 2025  |
| Record africano             | 56'42" | Jacob Kiplimo             | Barcellona    | 16 febbraio 2025  |
| Record asiatico             | 58'40" | Abraham Cheroben          | Copenaghen    | 17 settembre 2017 |
| Record europeo              | 59'13" | Julien Wanders            | Ras al-Khaima | 8 febbraio 2019   |
| Record nord-centroamericano | 59'17" | Conner Mantz              | Houston       | 19 gennaio 2025   |
| Record oceaniano            | 59'47" | Zane Robertson            | Marugame      | 1 febbraio 2015   |
| Record sudamericano         | 59'33" | Marílson Gomes dos Santos | Udine         | 14 ottobre 2007   |
| Record nazionale            | 59'26" | Yemaneberhan Crippa       | Napoli        | 27 febbraio 2022  |

### Femminili
Statistiche aggiornate al 18 gennaio 2025.
|                             | Tempo       | Atleta               | Luogo        | Data              |
| --------------------------- | ----------- | -------------------- | ------------ | ----------------- |
| Record mondiale             | 1h02'52" mx | Letesenbet Gidey     | Valencia     | 24 ottobre 2021   |
| Record mondiale             | 1h05'16" wo | Peres Jepchirchir    | Gdynia       | 17 ottobre 2020   |
| Record africano             | 1h02'52" mx | Letesenbet Gidey     | Valencia     | 24 ottobre 2021   |
| Record asiatico             | 1h05'22" mx | Violah Jepchumba     | Praga        | 1 aprile 2017     |
| Record europeo              | 1h05'15" mx | Sifan Hassan         | Copenaghen   | 16 settembre 2018 |
| Record europeo              | 1h05'18" wo | Melat Kejeta         | Gdynia       | 17 ottobre 2020   |
| Record nord-centroamericano | 1h06'25"    | Weini Kelati Frezghi | Houston      | 14 gennaio 2024   |
| Record oceaniano            | 1h07'11"    | Kimberley Smith      | Filadelfia   | 18 settembre 2011 |
| Record sudamericano         | 1h09'28"    | Florencia Borelli    | Buenos Aires | 27 agosto 2023    |
| Record nazionale            | 1h08'27"    | Nadia Ejjafini       | Cremona      | 16 ottobre 2011   |
| Record nazionale            | 1h08'27"    | Sofija Jaremčuk      | Napoli       | 25 febbraio 2024  |

Legenda:
: record mondiale
: record africano
: record asiatico
: record europeo
: record nord-centroamericano e caraibico
: record oceaniano
: record sudamericano
: record italiano

## Migliori atleti

### Maschili
Statistiche aggiornate al 18 gennaio 2025.
|     | Tempo  | Atleta                | Luogo      | Data              |
| --- | ------ | --------------------- | ---------- | ----------------- |
| 1.  | 57'30" | Yomif Kejelcha        | Valencia   | 27 ottobre 2024   |
| 2.  | 57'31" | Jacob Kiplimo         | Lisbona    | 21 novembre 2021  |
| 3.  | 57'32" | Kibiwott Kandie       | Valencia   | 6 dicembre 2020   |
| 4.  | 57'41" | Hagos Gebrhiwet       | Valencia   | 22 ottobre 2023   |
| 5.  | 57'49" | Rhonex Kipruto        | Valencia   | 6 dicembre 2020   |
| 6.  | 57'50" | Selemon Barega        | Valencia   | 22 ottobre 2023   |
| 7.  | 57'59" | Alexander Mutiso      | Valencia   | 6 dicembre 2020   |
| 8.  | 58'01" | Geoffrey Kamworor     | Copenaghen | 15 settembre 2019 |
| 9.  | 58'05" | Sabastian Kimaru Sawe | Copenaghen | 15 settembre 2024 |
| 10. | 58'07" | Abel Kipchumba        | Valencia   | 24 ottobre 2021   |

### Femminili
Statistiche aggiornate al 18 gennaio 2025.
|     | Tempo    | Atleta                 | Luogo         | Data             |
| --- | -------- | ---------------------- | ------------- | ---------------- |
| 1.  | 1h02'52" | Letesenbet Gidey       | Valencia      | 24 ottobre 2021  |
| 2.  | 1h03'04" | Agnes Jebet Ngetich    | Valencia      | 27 ottobre 2024  |
| 3.  | 1h03'21" | Fotyen Tesfay          | Valencia      | 27 ottobre 2024  |
| 4.  | 1h03'32" | Lilian Kasait Rengeruk | Valencia      | 27 ottobre 2024  |
| 5.  | 1h03'51" | Yalemzerf Yehualaw     | Valencia      | 24 ottobre 2021  |
| 6.  | 1h04'02" | Ruth Chepngetich       | Istanbul      | 4 aprile 2021    |
| 7.  | 1h04'14" | Girmawit Gebrzihair    | Ras al-Khaima | 19 febbraio 2022 |
| 7.  | 1h04'14" | Ejgayehu Taye          | Valencia      | 27 ottobre 2024  |
| 9.  | 1h04'22" | Hellen Obiri           | Ras al-Khaima | 19 febbraio 2022 |
| 10. | 1h04'29" | Joyciline Jepkosgei    | Barcellona    | 11 febbraio 2024 |